# Idanthyrsus armatopsis
Idanthyrsus armatopsis är en ringmaskart som beskrevs av Fauchald 1972. Idanthyrsus armatopsis ingår i släktet Idanthyrsus och familjen Sabellariidae. Inga underarter finns listade i Catalogue of Life.